# ارلیس تردیکبایف
ارلیس تردیکبایف (انگلیسی: Erlis Terdikbayev؛ زادهٔ ۲۷ مهٔ ۱۹۶۹) فرمانده نظامی و سیاست‌مدار اهل قرقیزستان است، که هم‌اکنون به‌عنوان رئیس ستاد نیروهای مسلح جمهوری قرقیزستان فعالیت می‌کند.